# Capilungo
Capilungo is een plaats (frazione) in de Italiaanse gemeente Alliste.